# Kecamatan Pulau Laut
Kecamatan Pulau Laut är ett distrikt i Indonesien.   Det ligger i provinsen Kepulauan Riau, i den nordvästra delen av landet, 1 200 km norr om huvudstaden Jakarta. Kecamatan Pulau Laut ligger på ön Pulau Laut.